# Eva Bergström
Eva Bergström född 1961, uppvuxen i Stureby och Sköndal, numera boende på Södermalm i Stockholm är en svensk lärare och barnboksförfattare.

## Priser och utmärkelser
- Bokjuryn kategori 0-6 år 2006
- Bokjuryn kategori 0-6 år 2009